# Панова Олена Вікторівна
Олена Вікторівна Панова (рос. Елéна Ви́кторовна Панóва, нар. 9 червня 1977, Архангельськ, РРФСР, СРСР) — російська акторка театру і кіно. Лауреатка Державної премії Росії (2001).

## Біографія
Народившиеся 9 червня 1977 року.
Закінчила Школу-студію MXAT в 1999 р. (курс Олега Єфремова), була прийнята в трупу MXT ім. Чехова. У кіно дебютувала в 1997 р. у фільмі «Новорічна історія», потім зіграла головну роль у швейцарському фільмі Даніеля Шміда «Березина, або Останні дні Швейцарії» (1999). Популярність їй принесли ролі Галини Жгут в серіалі A. Мітти «Кордон. Тайговий роман» і Віки у фільмі A. Сидорова «Бій з тінню».

## Приватне життя
Батько — театральний режисер В. П. Панов, художній керівник Архангельського обласного молодіжного театру. Мати — викладачка фортепіано Архангельського педагогічного коледжу Ж. В. Панова. Старша сестра Яна Панова (нар. 1966) — акторка, грає в трупі театру Віктора Панова. Олена одружена, в кінці лютого 2012-го народила дочку.

## Фільмографія
- 1997 — Новорічна історія
- 1999 — Березина, або Останні дні Швейцарії — Ірина
- 1999 — Мама — Поліна в молодості
- 2001 — Кордон. Тайговий роман — Галина Джгут
- 2002 — Каменська-2
- 2002 — Червоне небо. Чорний сніг — Ліда (евакуйована дівчина з дитиною)
- 2003 — Ділянка — Даша Клюєва
- 2003 — Спас під березами — Таня
- 2004 — Бій з тінню - Віка
- 2004 — МУР є МУР — Ліда
- 2005 — МУР є МУР 2 — Ліда
- 2005 — МУР є МУР 3 — Ліда
- 2005 — Лебединий рай — Ліда, мер міста
- 2006 — Зачарована ділянка — Даша Клюєва
- 2006 — Мисливець — Ірина, журналістка
- 2006 — Повертається чоловік із відрядження — Катя Загорська
- 2006 — Жіноча робота з ризиком для життя — слідча Надія Постнікова
- 2006 — Таємна варта — «Кобра», співробітниця ФСБ
- 2007 — Бій з тінню 2: Реванш — Віка
- 2007 — Сищик Путілін — Стрекалова
- 2007 — Рік Золотої рибки — Маша
- 2007 — Я вважаю: раз, два, три, чотири, п'ять... — Аліса
- 2008 — Свій — Чужий — Ольга
- 2008 — Час гріхів — Зіна
- 2008 — Сюрприз — Зоя, колишня дружина Івана
- 2009 — Блудні діти
- 2009 — Будинок на Озерній
- 2009 — Таємна варта. Смертельні ігри — «Кобра»
- 2009 — Я не я — Лена Фуфачева
- 2009 — Темний світ — Хельві, королева Озерних відьом
- 2010 — Доктор Тирса
- 2010 — Дівишник
- 2010 — Мама напрокат - Тамара
- 2011 — Тонка грань — Марина Синіцина
- 2011 — Бій з тінню 3D: Останній раунд — Віка
- 2012 — Час любити
- 2013 — Метро — Галя
- 2013 — Княжна з хрущовки — Женя
- 2013 — Лютий — Баришева
- 2014 — Дурень — Крістіна, дружина п'яниці
- та ін.